# Комиссия по борьбе с лженаукой
Коми́ссия по борьбе́ с лженау́кой — консультативный и экспертный орган Российской академии наук, созданный при Президиуме РАН по инициативе доктора физико-математических наук В. Л. Гинзбурга в 1998 году. Первоначально входила в состав Комиссии по борьбе с лженаукой и фальсификацией научных исследований, которая в 2018 году была разделена на Комиссию по борьбе с лженаукой и Комиссию по противодействию фальсификации научных исследований. Своей задачей Комиссия ставит пропаганду научных знаний и противодействие дискредитации науки и лженаучной деятельности.

## История
Предпосылкой к появлению в структуре РАН отдельного органа, ориентированного на противодействие распространению псевдонаучных теорий, стало их широчайшее распространение в России в 1990-х годах. Недоказанные теории пользовались популярностью даже в высших эшелонах власти: в книге «„Учёные“ с большой дороги» академик РАН и будущий председатель Комиссии по борьбе с лженаукой и фальсификацией научных исследований Э. П. Кругляков описывал случай, когда охранник Бориса Ельцина Александр Коржаков познакомил президента России с автором исследований о получении энергии из камня, и глава государства одобрил выделение «изобретателю» 120 млн рублей, несмотря на протест научного сообщества. Из биографических материалов известно, что Ельцин верил и экстрасенсам, а первый заместитель Коржакова Георгий Рогозин обеспечивал «оккультную охрану президента».
Публикации об оживших мертвецах, торсионных полях и других псевдонаучных теориях выходили в крупных СМИ, и даже правительственной «Российской газете». Кругляков написал ответную статью, но из-за критики со стороны главы отдела науки «Российской газете» Альберта Валентинова материал долго не публиковали, несмотря на жалобы главному редактору. Статья была выпущена только после письма Круглякова заместителю министра науки, но вышла в сопровождении развёрнутого комментария Валентинова, в котором тот обвинял Круглякова в использовании административного ресурса. Ситуация обеспокоила академиков — будущий нобелевский лауреат физик-теоретик В. Л. Гинзбург в 1998 году предложил президенту РАН Ю. С. Осипову создать специальную комиссию по борьбе с лженаукой. Под лженаукой Гинзбург понимал «всякие построения и гипотезы, которые противоречат твёрдо установленным научным фактам».
Комиссия по борьбе с лженаукой и фальсификацией научных исследований была сформирована постановлением Президиума РАН № 58-А от 16 марта 1999 года, Кругляков стал её первым председателем. Несмотря на широкую поддержку в РАН, комиссия не получила финансирования и каких-либо инструментов влияния, кроме возможности официально критиковать ненаучные изобретения и теории от имени научного сообщества. Кругляков возглавлял комиссию до своей смерти в 2012 году. После него председателем стал физик Е. Б. Александров.
В 2018 году Президиум РАН одобрил разделение Комиссии по борьбе с лженаукой и фальсификацией научных исследований на две независимые комиссии: Комиссия по борьбе с лженаукой и Комиссия по противодействию фальсификации научных исследований.
13 декабря 2022 года постановлением Президиума РАН функции обеих комиссий были переданы Экспертному совету; многими это было воспринято как ликвидация комиссий. Позже глава Экспертного совета и вице-президент РАН академик Степан Калмыков пояснил, что речь идет не об упразднении комиссий, а об их переподчинении Экспертному совету вместо Президиума.
В 2025 году на Комиссию активизировались инициированные производителями гомеопатии информационные атаки в СМИ и возросло административное давление силами чиновников, аффилированных с производителями гомеопатических препаратов. Причиной стал выпущенный Комиссией в феврале 2025 года меморандум с предложением исключить из российских клинических рекомендаций гомеопатические препараты (указанные в клинических рекомендациях назначения обязательны для исполнения российскими врачами). В результате меморандум был утверждён только в мае 2025 года, а руководство РАН публично отмежёвывается от Комиссии.

## Деятельность и резонансные проекты
Деятельность комиссии по борьбе с лженаукой принципиально важна, и мы будем ее всячески поддерживать. Дело в том, что работа комиссии сохраняет миллиарды бюджетных рублей. РАН является высшим экспертным органом в стране и по крупным вопросам, которые вызывают резонансный отклик в обществе, академия обязана высказывать свое мнение. Это касается в том числе и проектов, которые вышли на уровень промышленности, медицинских проектов, а также тех проектов, что основаны на новых научно-технологических решениях, которые в ряде ситуаций вызывают вопросы. Вот здесь РАН просто обязана помочь обществу и власти разобраться.
Комиссия от лица РАН публично критикует псевдонаучные теории, выступает против астрологии, уфологии, нетрадиционной медицины, религии в науке и образовании. Своей основной задачей в комиссии считают защиту российского бюджета от наукообразных проектов, претендующих на государственное финансирование. С 2006 года комиссия дважды в год перед общими собраниями РАН издавала бюллетень «В защиту науки». С 2014-го публикации по проблеме лженауки выходили на сайте комиссии — klnran.ru.

### Водяные фильтры Петрика
В 2006 году спикер Государственной Думы и председатель верховного совета «Единой России» Борис Грызлов дал начало партийному проекту «Чистая вода», который был призван повысить доступность качественной питьевой воды. Так, в школах, больницах и детских садах планировалось внедрять фильтры для воды, а конкурс на их разработку выиграл самопровозглашённый учёный и автор «сенсационных открытий» Виктор Петрик. СМИ отмечали, что Петрик был близок с Грызловым: тот часто бывал в его загородном доме, также они совместно владели патентами на систему очистки воды. По заявлению «учёного», его фильтры очищали воду от любых примесей и даже радиации. В рамках партийной программы фильтры Петрика были установлены в детских садах Нижнего Новгорода, Геленджика и Иркутской области, дальнейшая установка по плану партии должна была вестись в рамках федеральной целевой программы сроком до 2020 года и общим финансированием до 15 трлн рублей.
Научное сообщество было осведомлено, что фильтры Петрика являются фикцией, но в 2009 году ряд академиков РАН публично дал «изобретению» высокие оценки. Как впоследствии утверждал член Комиссии по борьбе с лженаукой и фальсификацией научных исследований Александр Сергеев, предложение высказать поддержку Петрику поступило сверху, а поддержавшие проект академики встречались с Петриком по просьбе Грызлова. Произошедшее вызвало широкий общественный резонанс, а глава комиссии академик Э. П. Кругляков возглавил борьбу с фильтрам Петрика. В 2010 году при РАН была создана экспертная группа по проблеме, а исследования показали, что пропущенная через фильтры Петрика вода опасна для здоровья. Скандал, в СМИ часто именовавшийся «Петрикгейтом», разрушил репутацию псевдоучёного, установка фильтров была исключена из программы «Чистая вода». Изначально обвинявшему комиссию в мракобесии и противодействии прогрессу Грызлову пришлось публично дистанцироваться от Петрика. «Изобретатель» подал иск против РАН и членов комиссии, потребовав 1 млрд рублей компенсации, но суд отклонил иск.

### Неработающие двигатели для «Роскосмоса»
Комиссия неоднократно выступала против проектов инерцоидов, которые предлагали различные изобретатели, в том числе государственной корпорации по космической деятельности — «Роскосмосу». Инерцоидом называют движитель устройства, якобы способного приходить в поступательное движение в пространстве без взаимодействия с окружающей средой, а лишь за счёт перемещения рабочего тела, находящегося внутри. Возможность создания такого движителя отрицается современной наукой из-за противоречия закону сохранения импульса. Однако в мае 2008 года, в рамках эксперимента, на студенческий спутник «Юбилейный» было установлено устройство-инерцоид, соавтором которого выступил замдиректора ГКНПЦ имени Хруничева генерал Валерий Меньшиков. Устройство, принципы работы которого нарушали законы физики, показало нулевой результат в ходе испытаний в космосе, получив прозвище «гравицаппа», а комиссии удалось добиться прекращения финансирования проекта.
В 2019 году Комиссия по борьбе со лженаукой подвергла критике сотрудничество «Роскосмоса» с инженером-агротехником Владимиром Леоновым, заявившим о разработке теории и прототипа «квантового двигателя», в испытаниях изобретения которого приняли участие советник генерального директора РКК «Энергия» имени С. П. Королёва Олег Бакланов, член экспертного совета комитета Государственной думы по обороне Михаил Саутин и заслуженный испытатель космической техники Александр Кубасов.

### Меморандум о лженаучности дерматоглифики
В 2016 году Комиссия впервые опробовала формат меморандума, в котором выразила мнение научного сообщества на ставшую популярной дерматоглифику — практику изучения узоров на коже ладоней и стоп и использования их для определения, например, черт личности и предрасположенностей. В меморандуме комиссия рекомендовала широкому кругу читателей не пользоваться подобными коммерческими услугами и не воспринимать всерьёз уже полученные результаты. Как позднее отметил соавтор меморандума, популяризатор науки и член комиссии биолог А. Ю. Панчин, благодаря публикации меморандума и последующему выступлению представителей комиссии в Совете Федерации удалось пресечь практику дерматоглифического тестирования, которая планировалась к использованию при отборе учащихся в государственные учебные заведения.

### Меморандум о лженаучности гомеопатии
В начале 2017 года комиссия выпустила второй меморандум — «О лженаучности гомеопатии». Его авторы отметили, что, несмотря на 200-летнюю историю, у практики «лечения сверхмалыми дозами» нет научной базы и доказательств эффективности, а её основополагающие принципы противоречат законам химии, физики и биологии. В документе комиссия рекомендовала Министерству здравоохранения вывести гомеопатические препараты из употребления в государственных клиниках и ввести маркировку о недоказанной эффективности, Федеральной антимонопольной службе — защитить граждан от недобросовестной рекламы, аптекам — изменить выкладку, чтобы медицинские лекарства не соседствовали с гомеопатией, а провизорам — перестать рекомендовать её покупателям. Сперва Министерство здравоохранения сообщило о намерении сформировать рабочую группу для обсуждения гомеопатии и требований доказательной медицины, но ведомство не исполнило ни одну из рекомендаций меморандума, и, напротив, выпустило приказ об упрощении правил регистрации гомеопатических средств.
Не все члены РАН согласились с меморандумом. Так, бывший министр здравоохранения, вице-президент и руководитель медицинского отделения РАН В. И. Стародубов не поддержал ограничений в отношении гомеопатии, а соавтор меморандума Денис Рощин был на следующий день после публикации уволен из ЦНИИ организации и информатизации здравоохранения, который возглавлял Стародубов. Один из членов комиссии, академик и советник РАН С. И. Колесников, отказался от работы над меморандумом, а позднее публично поддержал гомеопатию в своём выступлении в Общественной палате. Иски против Комиссии подали как гомеопатические клиники, так и крупный владелец гомеопатического бизнеса, член-корреспондент РАН О. И. Эпштейн. «Национальный совет по гомеопатии» обратился в прокуратуру с жалобой на то, что меморандум был подготовлен при поддержке фонда «Эволюция». Они указывали, что фонд «Эволюция» создан в 2015 году бывшими участниками признанного «иностранным агентом» фонда «Династия», а также пользовался поддержкой оппозиционного политика Алексея Навального.
Тем не менее выход меморандума «О лженаучности гомеопатии», вероятно, повлиял на спрос на гомеопатические препараты. Так, по данным аналитической компании DSM Group, за первые шесть месяцев 2018 года в российских аптеках было продано на 500 тысяч меньше упаковок гомеопатических препаратов, чем за аналогичный период 2017 года. Потери понесли крупнейшие игроки рынка, например, принадлежащая члену-корреспонденту РАН О. И. Эпштейну компания «Материа медика» (выпускает препараты «Анаферон», «Эргоферон», «Тенотен» и др.) сократила прибыль на полмиллиарда рублей — с 1,9 до 1,4 млрд за указанный период. В 2018 году «Материа медика холдинг» получил специальную Антипремию на ежегодном конкурсе «За верность науке», что вызвало негативную реакцию Национальной ассоциации производителей фармацевтической продукции и медицинских изделий «АПФ» под руководством Сергея Колесникова: в следующем году Министерство образования и науки не отмечало антизаслуги в популяризации научных достижений.

### Предмет «Основы православия» в учебной программе
Важное место в деятельности Комиссии по борьбе с лженаукой занимает борьба с клерикализацией общества, проникновением церкви в систему государственного образования. В 2007 году было опубликовано «Письмо десяти академиков» — открытое обращение к президенту Владимиру Путину. В тексте, под которыми оставили свои подписи члены комиссии Александров, Алферов, Гинзбург, Кругляков и др., впервые поднималась тема возрастающего влияния Русской православной церкви на жизнь общества. Учёные критиковали изучение основ православной культуры в школах и специальность «теология», появившуюся в Высшей аттестационной комиссии. Однако заметных результатов письмо не дало. В 2012 году предмет «Основы религиозных культур и светской этики» был включен в школьную программу, а в январе 2015 года ВАК утвердила теологию в качестве новой специальности.

### Сотрудник РАМН Сергей Коновалов
С 2013 года в Комиссию стали приходить запросы о целительной практике сотрудника Российской академии медицинских наук, доктора медицинских наук Сергея Коновалова. Академик Александров обвинил коллегу в том, что он проводит регулярные сеансы массового исцеления от всех болезней «с явными признаками оккультизма». На сторону академиков встала Русская православная церковь, негативную реакцию которой вызвали проповеди Коновалова — он приобщал людей к некой «Энергии Сотворения». К расследованию подключилась даже ФСБ, но в действиях Коновалова не было найдено нарушений закона. В руководстве РАМН запросы комиссии оставили без внимания, директор Института биорегуляции и геронтологии РАМН отказался уволить профессора, а Коновалов продолжил платную практику.

### Бингсти
Бингсти — средство, якобы обеззараживающее сточные и водопроводные воды от яиц гельминтов. Было запатентовано в 1999 году. С 2014 года монопольно применяется для очистки сточных вод в России. Состав препарата: сок из ростков картофеля, разбавленный до концентрации из расчета 2 грамма проростков картофеля на обеззараживание 6000 тонн сточных вод.
По заключению Комиссии по борьбе со лженаукой и фальсификацией результатов научных исследований при Президиуме РАН не является дезинфицирующим препаратом.

### Меморандум о лженаучности астрологии
В 2023 году Комиссия опубликовала меморандум «О лженаучности астрологии». В нем авторы отметили, что методы, используемые в астрологии, не основаны на эмпирических исследованиях, а объективные научные проверки не подтверждают астрологические предсказания, которые сбываются с вероятностью случайного угадывания. Также они рекомендовали гражданам, предпринимателям и политикам не пользоваться услугами астрологов при принятии важных жизненных решений, а средствам массовой информации — отказаться от рекламы и популяризации астрологических услуг.

## Состав комиссии
Первоначально комиссия включала 12 человек, список которых был утверждён постановлением Президиума РАН № 68 от 23 марта 1999 года «О Комиссии РАН по борьбе с лженаукой и фальсификацией научных исследований». Второй состав, расширенный до 41 человека, был утверждён соответствующим постановлением Президиума РАН № 195 от 13 сентября 2005 года. Третий состав утвердили в феврале 2013 года постановлением Президиума РАН № 42 от 26 февраля 2013 года. Как и ранее, основу комиссии составили академики и члены-корреспонденты РАН, также в её состав вошли научный редактор журнала «Вокруг света» Александр Сергеев, астроном Владимир Сурдин, а также менталист Юрий Горный — всего 46 человек.
В июне 2016 года постановлением Президиума РАН № 160 от 28 июня 2016 года был утверждён четвёртый состав комиссии. В силу объединения РАН, РАМН и РАСХН и широкого распространения медицинского шарлатанства в предшествовавшие 5—10 лет, в новый состав комиссии вошло большое число специалистов биомедицинского профиля (14 из 19 новых членов комиссии), среди которых был основатель фонда «Эволюция» Пётр Талантов. Тогда же в состав комиссии вошёл сооснователь вольного сетевого сообщества «Диссернет» Андрей Ростовцев. Таким образом комиссия расширилась до 59 членов, 6 из которых образовали новый координационный орган — Бюро.
Бюро
- Александров, Евгений Борисович — председатель комиссии, академик РАН (1, 2, 3, 4);
- Рубаков, Валерий Анатольевич — заместитель председателя комиссии, академик РАН (1, 2, 3, 4), (умер 19.10.2022);
- Садовский, Михаил Виссарионович — заместитель председателя комиссии, академик РАН (1, 2, 3, 4);
- Полищук, Ростислав Феофанович — учёный секретарь комиссии, доктор физико-математических наук, ФИАН (2, 3, 4);
- Алфёров, Жорес Иванович — академик, вице-президент РАН, лауреат Нобелевской премии по физике, (умер 19 марта 2019) (4);
- Власов, Василий Викторович — доктор медицинских наук, НИУ ВШЭ (4).

Члены
- Анисимов, Владимир Николаевич — член-корреспондент РАН (4), (умер 16.11.2024);
- Архипов, Михаил Викторович — кандидат физико-математических наук, СПбГУ (3, 4);
- Бородин, Павел Михайлович — доктор биологических наук, ИЦиГ СО РАН (2, 3, 4);
- Герштейн, Семён Соломонович — академик РАН, (умер 20.02.2023) (2, 3, 4);
- Гительзон, Иосиф Исаевич — академик РАН (скончался 25.09.2022), (2, 3, 4);
- Голухова, Елена Зеликовна — академик РАН (4);
- Грачёв, Сергей Витальевич — академик РАН (4);
- Григорьев, Виктор Михайлович — член-корреспондент РАН (2, 3, 4);
- Дьяконов, Михаил Игоревич, доктор физико-математических наук, Университет Монпелье, Франция (3, 4);
- Ефремов, Юрий Николаевич — доктор физико-математических наук, ГАИШ  (умер 26 августа 2019) (2, 3, 4);
- Захаров, Владимир Евгеньевич — академик РАН, (умер 20.08.2023) (3, 4);
- Инге-Вечтомов, Сергей Георгиевич — академик РАН (3, 4);
- Ковалёв, Борис Макарович — доктор медицинских наук, ДВГМУ (4);
- Колесников, Сергей Иванович — академик РАН (4);
- Котляков, Владимир Михайлович — академик РАН (2, 3, 4);
- Крымский, Гермоген Филиппович — академик РАН (3, 4);
- Кувакин, Валерий Александрович, доктор философских наук[37], МГУ (1, 2, 3, 4);
- Кузнецов, Владимир Дмитриевич — доктор физико-математических наук, ИЗМИРАН (3, 4);
- Лайшев, Касим Анверович — член-корреспондент РАСХН, академик РАН (4);
- Лебедев, Валерий Петрович — кандидат философских наук, научный журналист, Бостон, США (3, 4);
- Левин, Борис Вульфович — член-корреспондент РАН, (умер 14.12.2022) (2, 3, 4);
- Летников, Феликс Артемьевич — академик РАН (2, 3, 4);
- Марков, Александр Владимирович — доктор биологических наук, ПИН РАН (4);
- Месяц, Геннадий Андреевич, академик РАН (1, 3, 4);
- Насонов, Евгений Львович — академик РАН (4);
- Обридко, Владимир Нухимович — доктор физико-математических наук, ИЗМИРАН (4);
- Осипов, Виктор Иванович — академик РАН (2, 3, 4);
- Панчин, Александр Юрьевич — кандидат биологических наук, ИППИ РАН (4);
- Пархомчук, Василий Васильевич — академик РАН (2, 3, 4);
- Пивоваров, Юрий Сергеевич — академик РАН (3, 4);
- Племяшов, Кирилл Владимирович — член-корреспондент РАН (4);
- Покровский, Валентин Иванович — академик РАН (4), (умер 29 октября 2020);
- Попова, Нина Константиновна — доктор медицинских наук, ИЦиГ СО РАН (2, 3, 4);
- Ребров, Алексей Кузьмич — академик РАН (2, 3, 4);
- Розанов, Николай Николаевич — академик РАН (4);
- Ростовцев, Андрей Африканович — доктор физико-математических наук, ИППИ РАН (4);
- Салихов, Кев Минуллинович — академик РАН (2, 3, 4);
- Самылина, Ирина Александровна — член-корреспондент РАН и РАМН (4);
- Сергеев, Александр Генрихович — научный журналист (3, 4);
- Сергеев, Юрий Дмитриевич — член-корреспондент РАН и РАМН (4);
- Соболев, Геннадий Александрович — член-корреспондент РАН, (умер 06.02.2024) (2, 3, 4);
- Фёдоров, Михаил Петрович — академик РАМН и РАН (3, 4);
- Хомич, Владислав Юрьевич — академик РАН (3, 4);
- Хромов-Борисов, Никита Николаевич — кандидат биологических наук, ПСПбГМУ (4);
- Чарушин, Валерий Николаевич — академик РАН (2, 3, 4);
- Черепащук, Анатолий Михайлович — академик РАН (2, 3, 4);
- Чехонин, Владимир Павлович — академик РАН (4);
- Шалагин, Анатолий Михайлович — академик РАН (2, 3, 4);
- Штерн, Борис Евгеньевич — доктор физико-математических наук, газета «Троицкий вариант — Наука» (4);
- Якушев, Виктор Петрович — академик РАСХН и РАН (4);
- Яшков, Юрий Гаврилович — артист оригинального жанра, Центр «Идея» (3, 4).

Бывшие члены
- Абакумов, Глеб Арсентьевич — академик РАН (умер 29 августа 2019) (2);
- Бабак, Елена Владимировна — кандидат биологических наук, бывший учёный секретарь комиссии[38] (1, 2, 3);
- Брагинский, Владимир Борисович, член-корреспондент РАН (умер 29 марта 2016) (1, 2, 3);
- Воробьёв, Андрей Иванович, академик РАН,(умер 15 июня 2020) (1,2,3)
- Гинзбург, Виталий Лазаревич — академик РАН, лауреат Нобелевской премии по физике (умер 8 ноября 2009) (1, 2);
- Игнатов, Александр Михайлович — доктор физико-математических наук, ИОФ РАН (2);
- Капица, Сергей Петрович, доктор физико-математических наук, ИФП РАН (умер 14 августа 2012)[39] (1, 2);
- Козырев, Андрей Владимирович — доктор физико-математических наук, ТГУ (2);
- Коротеев, Анатолий Анатольевич — академик РАН (3);
- Корочкин, Леонид Иванович — член-корреспондент РАН (умер 19 августа 2006) (2);
- Кругляков, Эдуард Павлович, академик РАН (умер 6 ноября 2012) (1, 2);
- Лебедев, Андрей Николаевич — член-корреспондент РАН (умер 29 декабря 2011) (2);
- Медведев, Всеволод Иванович, член-корреспондент РАН (умер 13 февраля 2008) (1);
- Мирнов, Сергей Васильевич — доктор физико-математических наук, Троицкий институт инновационных и термоядерных исследований (2);
- Некипелов, Александр Дмитриевич, академик, вице-президент РАН (1);
- Пономарёв, Леонид Иванович (умер 3 января 2019) — академик РАН (2, 3, 4);
- Спирин, Александр Сергеевич — академик РАН  (умер 30 декабря 2020), (2, 3);
- Сурдин, Владимир Георгиевич — кандидат физико-математических наук, ГАИШ (3);
- Фаддеев, Людвиг Дмитриевич — академик РАН (умер 26 февраля 2017) (2, 3, 4);
- Фортов, Владимир Евгеньевич — академик, президент РАН (умер 29 ноября 2020), (1, 2, 3);
- Хриплович, Иосиф Бенционович (умер 26.09.2024) — член-корреспондент РАН (2);
- Шевелёв, Игорь Александрович — академик РАН (умер 8 февраля 2010) (2);
- Шило, Николай Алексеевич — академик РАН (умер 8 июня 2008) (1).

В декабре 2018 года комиссия была разделена на два отдельных консультационных органа — Комиссию по борьбе с лженаукой и Комиссию по противодействию фальсификации научных исследований, в которые суммарно вошло 74 человека. В новых комиссиях оказалось больше филологов, медиков, психологов, социологов и представителей других дисциплин.

### Состав Комиссии по борьбе с лженаукой (с 2018)
- Александров, Евгений Борисович — председатель комиссии, академик РАН
- Иванчик, Аскольд Игоревич — заместитель председателя, член-корреспондент РАН
- Архипов, Михаил Викторович — кандидат физико-математических наук, СПбГУ
- Афонцев, Сергей Александрович — член-корреспондент РАН
- Бородин, Павел Павлович — доктор биологических наук, НИУ ВШЭ
- Бородкин, Леонид Иосифович — член-корреспондент РАН
- Власов, Василий Викторович — доктор медицинских наук, НИУ ВШЭ
- Гинс, Мурат Сабирович — член-корреспондент РАН
- Глинушкин, Алексей Павлович — доктор сельскохозяйственных наук,академик РАН,  ВНИИФ
- Гринцер, Николай Павлович — член-корреспондент РАН
- Гулев, Сергей Константинович — член-корреспондент РАН
- Дмитриев, Игорь Сергеевич — доктор химических наук, СПбГУ
- Долгин, Борис Семенович — член совета просветительского фонда «Эволюция», соучредитель АНО «Информационная культура»
- Дыбо, Анна Владимировна — член-корреспондент РАН
- Дьяконов, Михаил Игоревич — доктор физико-математических наук, почётный член ФТИ РАН
- Инге-Вечтомов, Сергей Георгиевич — академик РАН
- Колбасов, Денис Владимирович — доктор ветеринарных наук, профессор РАН, ФИЦВиМ
- Кочаровский, Владимир Владиленович — член-корреспондент РАН
- Крымский, Гермоген Филиппович — академик РАН
- Кувакин, Валерий Александрович — доктор философских наук, МГУ
- Месяц, Геннадий Андреевич — академик РАН
- Панчин, Александр Юрьевич — кандидат биологических наук, ИППИ РАН
- Полищук, Ростислав Феофанович — доктор физико-математических наук, старший научный сотрудник Лаборатории фундаментальных свойств материи Отдела теоретической астрофизики Астрономического центра ФИАН
- Ребров, Алексей Кузьмич — академик РАН
- Рогозин, Дмитрий Михайлович — кандидат социологических наук, ФниСЦ РАН
- Розанов, Николай Николаевич — член-корреспондент РАН
- Садовский, Михаил Виссарионович — академик РАН
- Салихов, Кев Минуллинович — академик РАН
- Сергеев, Александр Генрихович — научный журналист
- Соколов, Александр Борисович — редактор сайта Антропогенез.ру
- Толстой, Пётр Михайлович — кандидат физико-математических наук, СПбГУ
- Успенский, Фёдор Борисович — член-корреспондент РАН
- Фадеев, Валентин Викторович — член-корреспондент РАН
- Хохлов, Алексей Ремович — академик РАН
- Хромов-Борисов, Никита Николаевич — кандидат биологических наук, НИМЦ им. Алмазова Минздрава России
- Черепащук, Анатолий Михайлович — академик РАН
- Шалагин, Анатолий Михайлович — академик РАН[9][40]

Бывшие члены (умерли):
- Анисимов, Владимир Николаевич – член-корреспондент РАН
- Герштейн, Семён Соломонович — академик РАН
- Гительзон, Иосиф Исаевич - член-корреспондент РАН
- Ефремов, Юрий Николаевич — доктор физико-математических наук, ГАИШ
- Кругляков, Эдуард Павлович — академик РАН, первый председатель комиссии
- Пономарёв, Леонид Иванович — член-корреспондент РАН
- Фортов, Владимир Евгеньевич — академик РАН
- Захаров, Владимир Евгеньевич — академик РАН